# Andrés Charneco Fidel
Andrés Charneco Fidel (El Cerro de Andévalo, província de Huelva, 1945) ha estat un polític de les Illes Balears, diputat al Parlament de les Illes Balears en la IV legislatura.
Fou elegit diputat pel Partido Popular a les eleccions al Parlament de les Illes Balears de 1995, i fou conseller d'Indústria, Comerç i Transport i de Règim Interior del Consell Insular d'Eivissa i Formentera de 1995 a 1999.